# Samaria (Schiff)
Die Samaria (II) war ein 1922 in Dienst gestelltes Transatlantik-Passagierschiff der britischen Reederei Cunard Line, das als Royal Mail Ship im Passagier- und Postverkehr zwischen Großbritannien und den Vereinigten Staaten eingesetzt wurde. Sie war eines der größten direkt nach dem Ersten Weltkrieg gebauten britischen Passagierschiffe und blieb bis 1955 im Dienst.

## Das Schiff
Nach dem Ende des Ersten Weltkriegs begann die Cunard Line ein umfangreiches Aufbauprogramm für ihre Flotte, da sie viele ihrer Schiffe im Krieg verloren hatte. Dabei sollten eher mittelgroße, etwa 19.000 BRT große Linienschiffe gebaut werden und keine überdimensionale Ozeanriesen mehr, wie sie die Reederei zuvor betrieb. Dabei wurden Schiffsnamen vergeben, die in der Cunard-Flotte schon vorgekommen waren.
Eines dieser neuen Schiffe war der aus Stahl gebaute 19.602 BRT große Dampfer Samaria. Das Schiff war 190,20 Meter lang, 22,46 Meter breit und hatte einen Schornstein, zwei Masten und zwei Schrauben. Die Dienstgeschwindigkeit lag bei 16 Knoten (29,6 km/h). Die Passagierunterkünfte waren für 350 Passagiere der Ersten, 350 der Zweiten und 1500 der Dritten Klasse bemessen. Die Samaria hatte zwei Schwesterschiffe, die Laconia (II) (19.680 BRT), die bei Swan Hunter gebaut wurde, und die Scythia (II) (19.730 BRT), die bei Vickers Ltd. entstand.

## Dienstzeit
Am 27. November 1920 lief die Samaria bei der Schiffswerft Cammell, Laird & Company in der englischen Hafenstadt Birkenhead vom Stapel. Am 19. April 1922 lief sie in Liverpool zu ihrer Jungfernfahrt über Queenstown nach New York aus. Am 2. November 1922 lief das Schiff zu seiner ersten Überfahrt von Liverpool über Queenstown nach Boston und New York aus. Der Dampfer wurde außerdem ausgiebig für Kreuzfahrten genutzt und unternahm in den Jahren 1923 und 1924 Weltumrundungen. Im Frühjahr 1928 wurde die Samaria für Winterkreuzfahrten außerhalb New Yorks und im darauf folgenden Sommer für Kreuzfahrten von Irland nach Lourdes und Fátima verwendet. In den 1930er Jahren war London der Ausgangshafen für Kreuzfahrten.
Im April 1929 wurden die Passagierunterkünfte in Kabinen-, Touristen- und Dritte Klasse aufgeteilt. Im selben Jahr kam es im Nebel fast zu einem Zusammenstoß mit der Cameronia der Anchor Line. Am 26. August 1939 lief das Schiff zur letzten Fahrt vor dem Ausbruch des Zweiten Weltkriegs aus. In den folgenden vier Monaten blieb das Schiff in Cunards regulärem Service und fuhr dabei ohne Geleitschutz.
Am 16. Dezember 1939 lief die Samaria in Liverpool nach New York aus, musste aber in den Hafen zurückkehren, nachdem sie mit der im selben Konvoi fahrenden Aquitania zusammengestoßen war. 1940 wurde die Samaria vom Ministry of War Transport (MoWT) gechartert und fortan als Truppentransporter sowie als Evakuierungsschiff genutzt. Am 6. Januar 1941 legte sie in Liverpool als Truppentransporter nach Sues (Ägypten) ab. Ende 1944 beförderte sie Truppen im Mittelmeerraum. Im März 1945 fuhr sie in die ukrainische Hafenstadt Odessa und brachte dort 1000 ehemalige Kriegsgefangene an Land, die durch die sowjetischen Streitkräfte befreit worden waren.
Im September 1948 lief der Dampfer zu seiner ersten Überfahrt von Cuxhaven über Le Havre nach Quebec aus. Auf dieser Route blieb das Schiff, bis es ab April 1950 zwischen London und Quebec pendelte. Im Herbst 1950 wurden die Passagierkapazitäten erneut geändert. Die Räumlichkeiten waren von nun an für 250 Passagiere in der Ersten Klasse und 650 in der Touristenklasse gedacht. Am 14. Juni 1951 dampfte die Samaria zur ersten Fahrt von Liverpool nach Quebec and anschließend nach Southampton ab und am 12. Juli 1951 legte sie erstmals von Southampton über Le Havre nach Quebec ab.
Die letzte dieser Überfahrten begann am 23. November 1955. Im Dezember 1955 wurde das Schiff aufgelegt und im Januar 1956 wurde es in Inverkeithing (Schottland) abgewrackt.